# Teka Sanitary Systems
Teka Sanitary Systems es una empresa del Grupo Teka dedicada a la fabricación y comercialización de grifos para baño y cocina, ya sea doméstica o industrial. Además es la sociedad matriz de otras sociedades situadas en China (Kaiping Teka Faucets) y Hungría (Mofem).
Situada en la localidad española de Binisalem, en Baleares, tiene una plantilla aproximada de cincuenta personas. La mayor parte de su producción va destinada a los mercados internacionales, especialmente Europa y América
Heredera de la antigua marca Casa Buades, desde junio de 2009, Teka Sanitary Systems ha convertido a Mallorca en la sede mundial de la división baño del Grupo Teka. El centro de producción de Binisalem cuenta también con actividades de I+D.
Teka Sanitary Systems es la primera empresa del sector en aplicar pinturas termolumiscentes a sus grifos que cambian de color según la temperatura del agua.